# Красноярский краевой перинатальный центр
Красноярский краевой перинатальный центр — учреждение здравоохранения в Красноярске.

## История
Перинатальный центр был построен в Красноярске в рамках Федеральной программы «Здоровье». Новый центр оказывает весь комплекс связанных с родовспоможением медицинских услуг: кроме ведения родов и выхаживания новорожденных, специалисты центра будут заниматься лечением и диагностикой бесплодия. Перинатальный центр рассчитан на одновременное пребывание 190 пациентов, медицинскую помощь там смогут получить около 7 тыс. женщин и новорожденных в год. В центре будут собраны все современные технологии, оборудование и специалисты — новое медицинское учреждение будет наблюдать не только за пациентами, находящимися на стационарном лечении, но и контролировать через интернет и другие средства коммуникации всех беременных в регионе.
На пяти этажах центра располагаются консультативная поликлиника, приемное отделение, реанимационно-консультативный центр, родовое отделение, операционные блоки, отделения реанимации и интенсивной терапии, гинекологическое отделение, отделение выхаживания новорожденных детей и отделение патологии беременных. Возведение центра на базе Краевой детской больницы позволит обоим учреждениям совместно использовать такие вспомогательные подразделения, как патологоанатомическое отделение, пищеблок, лабораторный корпус.
Главврачом перинатального центра назначен Андрей Павлов, уже известный в Красноярске генеральный директор аптечной сети «Фармация». В целом штатное расписание будущего центра предусматривает около 1200 сотрудников (врачи-специалисты, средний и младший медицинский персонал, обслуживающий персонал).
Возведение объекта было завершено в рекордные сроки — работы по строительству велись на протяжении последних двух лет. В общей сложности на строительство центра родовспоможения в Красноярске из краевого бюджета было выделено 3,5 млрд рублей. Строительство было начато в январе 2010 года и завершено на год раньше, чем это было предусмотрено государственным контрактом (ноябрь 2011 г. вместо конца 2012 г.).